# Тронкетто
Тронкетто (итал. Troncheto или Isola Nuova (Новый остров)) — искусственный остров в западной части Венецианской лагуны, один из 118 островов Венеции. Находится к востоку от естественного острова Трецце.
Был создан в 1960-х годах и в настоящее время является транспортным терминалом, где расположены автостоянки, остановки туристических автобусов и станция парома, связывающего Тронкетто с Лидо. Имеются и другие виды общественного транспорта, наиболее важным является линия венецианского миниметро, которая связывает Тронкетто с Пьяццале Рома и Мариттима (Морским вокзалом).